# Bonnat chocolatier
Pour les articles homonymes, voir Bonnat (homonymie).
Bonnat chocolatier est une chocolaterie française créée en 1884 par Félix Bonnat.
Son siège social se trouve à Voiron, dans le département de l'Isère en région Auvergne-Rhône-Alpes, autrefois, rattachée à l'ancienne province du Dauphiné.

## Historique
Le chocolatier Bonnat (1884) fait partie des plus anciens chocolatiers de France créés avant le XXes avec les Vieillard (1781), Debauve et Gallais (1800), Boissier (1827), Fouquet (1852), La Chocolaterie d'Aiguebelle (1869), Weiss (1882) et Voisin (1897).
Félix Bonnat, ancien liquoriste, crée son atelier de chocolatier torréfacteur en 1884 au 8 cours Sénozan à Voiron dans l'ancien relais de poste,,,. L'idée lui est venue après avoir découvert le chocolat solide lors de l'exposition universelle de 1880. Il part ensuite rencontrer les producteurs en Amérique du Sud et aussi en Asie. Pour la venue du tsar Nicolas II à Paris, Félix Bonnat créé le « Plum Cake moscovite » qui obtient une médaille d'or lors de l'exposition universelle la même année. Bonnat connaît aussi un succès avec les Pavés de Voiron qui seront vendus dès 1901 dans 180 boutiques en France et seront aussi envoyés jusque dans les comptoirs des colonies françaises. En 1911, il crée la krugette qui est devenue un classique de la chocolaterie française sous le nom d'orangette.
En 1920, Félix Bonnat, qui travaille avec ses deux fils Armand et Gaston, commence à exporter dans le monde entier. En 1934, Bonnat acquiert le droit d'utiliser un autre produit du voironnais, la Chartreuse et le symbole des pères chartreux pour ses chocolats avec cette liqueur qui sont encore de nos jours un des produits phares du chocolatier,.
En 1956, c'est Raymond Bonnat, le fils de Gaston (décédé à l'âge de 38 ans en août 1937), qui prend les rênes de l'entreprise. En 1983, il a « lancé le travail de "Pure Origine" » en créant une collection de tablettes de chocolats d'origines uniques, ce qui n'avait encore jamais été fait en Europe,,.

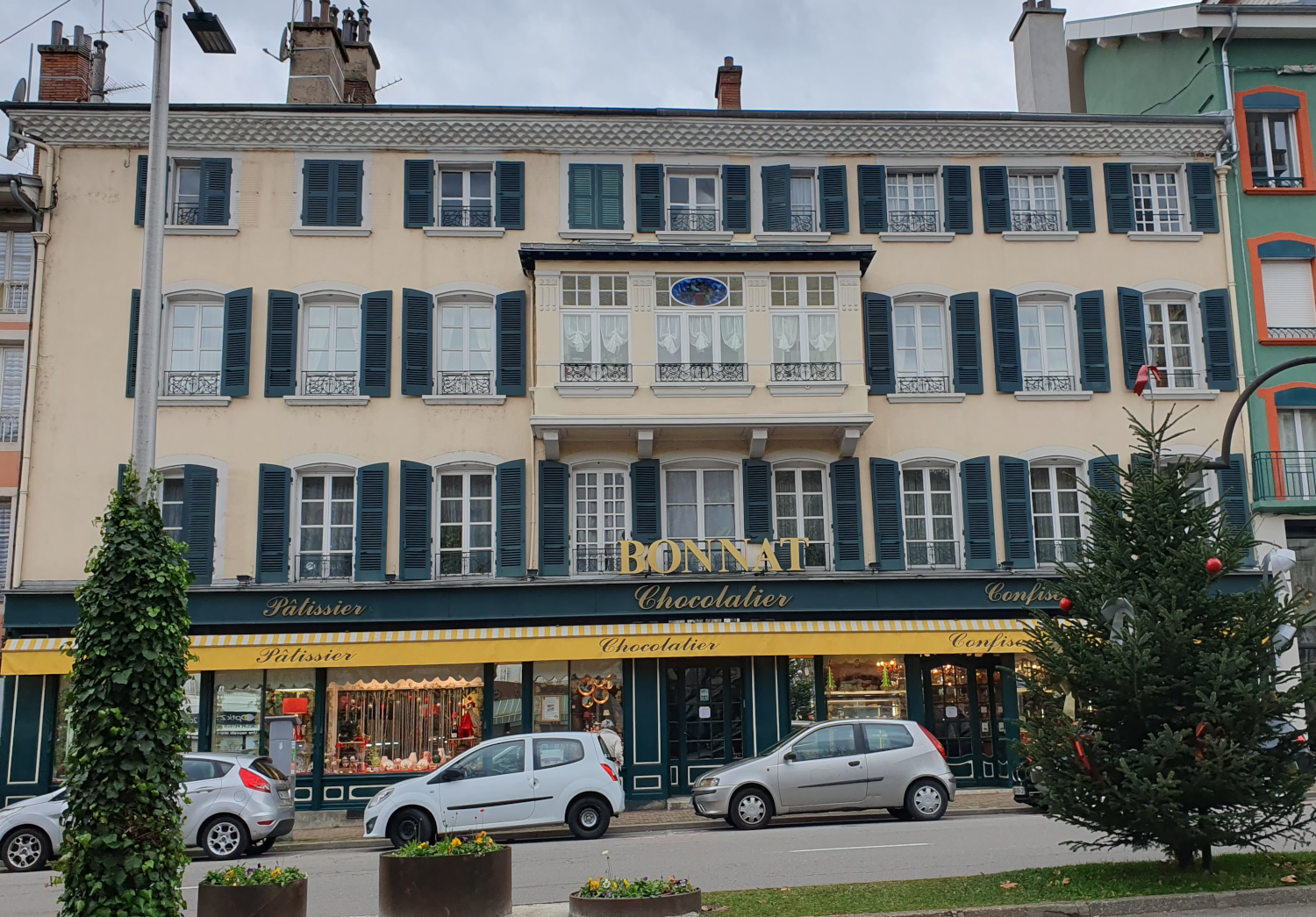
Maison Bonnat, à Voiron

Depuis 1998, l'entreprise est dirigée par Stéphane Bonnat, le fils de Raymond,,. En 2017, l'entreprise compte 30 salariés pour un chiffre d'affaires de près de 4 millions d'euros. La chocolaterie est l'une des rares en France à torréfier et à effectuer aussi le conchage de ses fèves,,. Cette dernière étape permet la révélation des arômes du cacao. Elle dure plusieurs dizaines d'heures là où elle n'est faite qu'en 4 heures chez les industriels.
Bonnat encourage la plantation de variétés anciennes de manière à accroître la diversité des cacaos. C'est ainsi qu'il a pu relancer la variété Maragnan lisse que l'on pensait disparue,. Il est aussi engagé dans un programme de rémunération supérieure à la moyenne (jusqu'à 7 fois) pour les producteurs locaux, incluant aussi dans celle-ci le prix de trois repas, les frais de scolarité et une couverture médicale,,. Depuis 2007, Bonnat s'est associé au programme péruvien « Cacao contre coca » pour que les agriculteurs locaux changent leurs productions.
Le chocolatier Bonnat est aussi celui qui a inspiré Tim Burton lors de la création de l'univers du film Charlie et la chocolaterie et dont la charte graphique des tablettes Bonnat a été reprise pour Willy Wonka,,.
En 2008, la maison Bonnat ouvre aussi une boutique à Tokyo et en 2017, sa première boutique parisienne.
En avril 2020, Stéphane Bonnat s'insurge contre l'obligation d'ouverture de son établissement  pour permettre d’assurer des « achats de première nécessité » dans le cadre de la pandémie de Covid-19: « Bien que ce soit formidable de manger du chocolat et d’en fabriquer, ce n’est pas une activité vitale. Ça ne justifie pas qu’on se mette en danger. »

## Le Pavé de Voiron

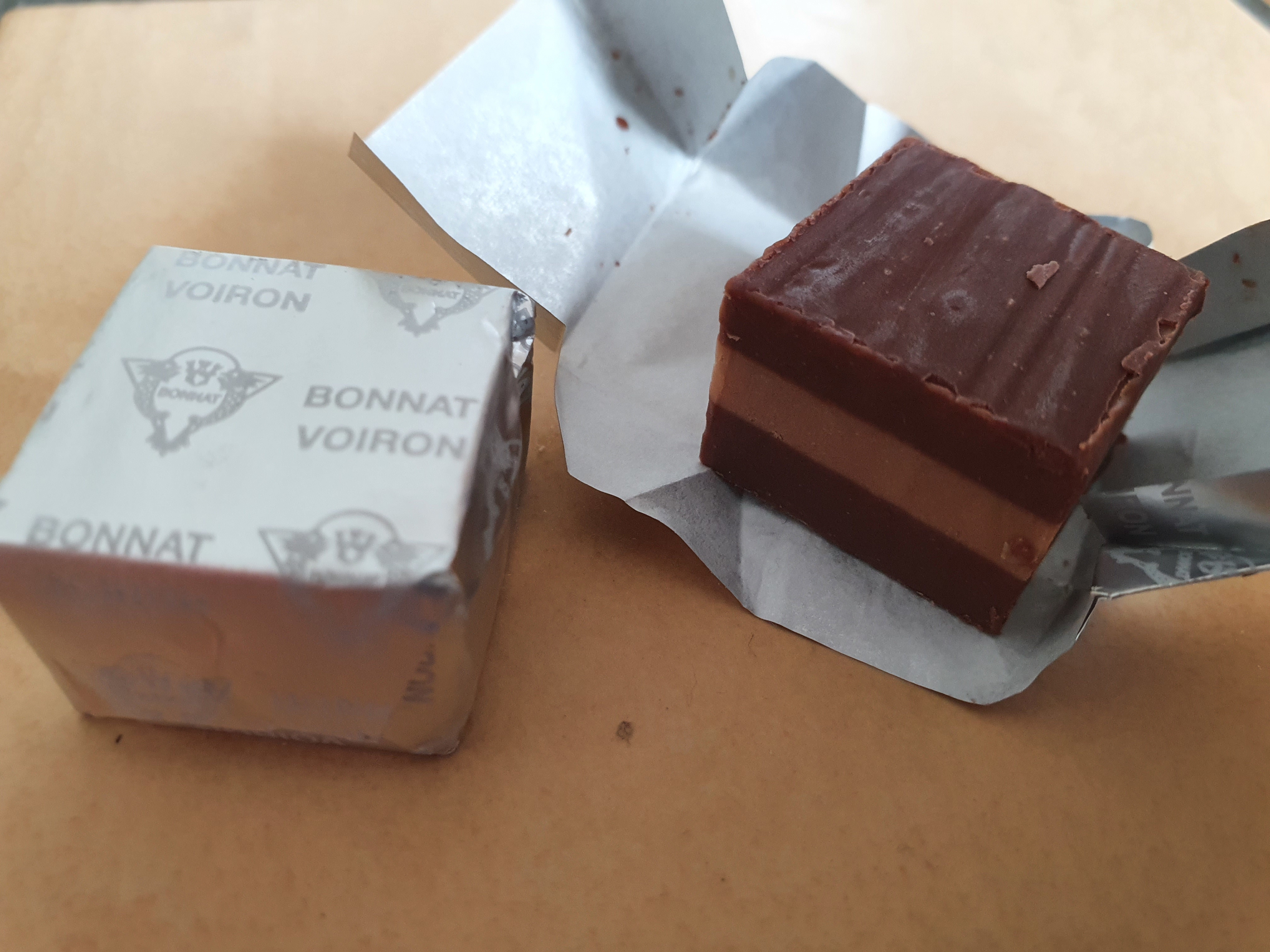
Le Pavé de Voiron

C’est un petit cube de 2 cm de côté qui est composé de trois couches avec un praliné aux noisettes inséré entre deux couches de praliné aux amandes. En 1900, l’Exposition universelle de Paris lui décernera une Médaille d’argent pour ce chocolat reconnu comme l’un des meilleurs au monde.
Le Pavé de Voiron est décliné sous trois formes :
- Le Pavé (emballage argenté) : praliné noisettes et praliné amandes. Il s'agit de l'original, celui de Félix Bonnat de 1901
- Le Rêve[4] (emballage vert) : praliné noisettes
- Le Ménados (emballage doré) : praliné amandes au café

## Les Sept grands crus du cacao

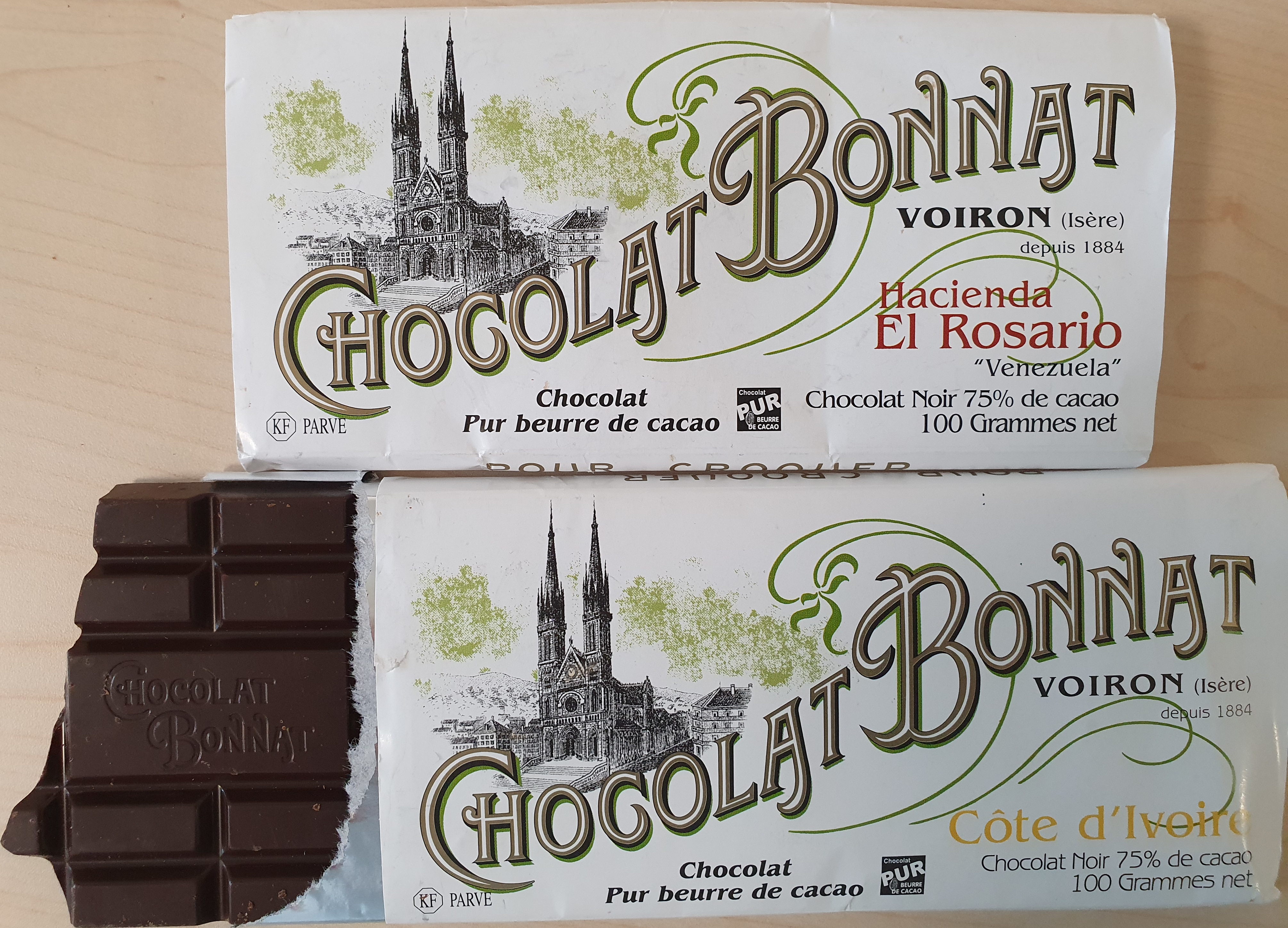
Les tablettes Bonnat, crus El Rosario et Côte d'Ivoire

En 1983, Raymond Bonnat et son épouse Nicole, créent la collection Sept grands crus du cacao avec des tablettes de chocolats à 75% de cacao,. Le chocolatier Bonnat est ainsi le premier en Europe à proposer des chocolats basés sur des terroirs différents,: 
- Equateur
- Côte d'Ivoire
- Madagascar
- Puerto Cabello (Vénézuela)
- Hacienda El Rosario (Vénézuela)
- Chuao (Vénézuela)
- Trinité

## Récompenses
Le chocolat Selva Maya du Mexique est élu « meilleure tablette du monde 2016 » dans la catégorie tablettes pure origine aux International Chocolate Awards 2016,.
Entre 2013 et 2016, le chocolatier Bonnat a reçu 34 récompenses internationales.